# Lista de deputados estaduais de Minas Gerais da 19.ª legislatura
Esta é a lista de deputados estaduais de Minas Gerais eleitos para a legislatura 2019–2023. Em 7 de outubro de 2018, nas eleições estaduais em Minas Gerais em 2018, 77 deputados estaduais foram eleitos.

## Composição das bancadas
| Partido       | Líder                         | Bancada | Posição      |
| ------------- | ----------------------------- | ------- | ------------ |
| PT            | André Quintão                 | 10 / 77 | Oposição     |
| MDB           | Sávio Souza Cruz              | 7 / 77  | Independente |
| PSD           | Cássio Soares                 | 7 / 77  | Independente |
| PV            | Fernando Pacheco              | 6 / 77  | Independente |
| PSDB          | Gustavo Valadares             | 5 / 77  | Governo      |
| PSL           | Delegado Heli Grilo           | 5 / 77  | Independente |
| Cidadania     | João Vitor Xavier da Itatiaia | 3 / 77  | Independente |
| Avante        | Fábio Avelar                  | 3 / 77  | Governo      |
| PODE          | Neilando Pimenta              | 3 / 77  | Independente |
| Republicanos  | Charles Santos                | 3 / 77  | Independente |
| PTB           | Braulio Braz                  | 3 / 77  | Independente |
| PSC           | Noraldino Junior              | 3 / 77  | Governo      |
| NOVO          | Laura Serrano                 | 3 / 77  | Governo      |
| PDT           | Alencar da Silveira Jr.       | 2 / 77  | Independente |
| Solidariedade | Betinho Pinto Coelho          | 2 / 77  | Governo      |
| PL            | Léo Portela                   | 2 / 77  | Oposição     |
| Patriota      | Doorgal Andrada               | 2 / 77  | Independente |
| PCdoB         | Celinho do Sinttrocel         | 1 / 77  | Oposição     |
| PSOL          | Andréia de Jesus              | 1 / 77  | Oposição     |
| PSB           | Professor Cleiton             | 1 / 77  | Independente |
| REDE          | Ana Paula Siqueira            | 1 / 77  | Oposição     |
| PROS          | Elismar Prado                 | 1 / 77  | Oposição     |
| DEM           | Ione Pinheiro                 | 1 / 77  | Independente |
| PP            | Zé Guilherme                  | 1 / 77  | Independente |
| PRTB          | Bruno Engler                  | 1 / 77  | Independente |

## Lista
Está é a lista de deputados da legislatura, separados entre titulares, suplentes empossados, titular que renunciou e titular que faleceu.

### Titulares
| Nome                         | Partido       | Coligação                        | Votos nominais | Notas                      |
| ---------------------------- | ------------- | -------------------------------- | -------------- | -------------------------- |
| Agostinho Patrus Filho       | PSD           | PDT-PSB-Republicanos-PV-MDB-PODE | 70.055         | Eleito pelo PV.            |
| Alberto Pinto Coelho Betinho | PV            | -                                | 28.104         | Eleito pelo Solidariedade. |
| Alencar da Silveira Jr.      | PDT           | PDT-PSB-Republicanos-PV-MDB-PODE | 54.372         |                            |
| Ana Paula Siqueira           | REDE          | PRTB-REDE                        | 23.372         |                            |
| Andréia de Jesus             | PT            | PSOL-PCB                         | 17.689         | Eleita pelo PSOL.          |
| André Quintão                | PT            | PT-PL-PSB                        | 71.604         |                            |
| Antônio Carlos Arantes       | PL            | PSDB-Cidadania-DEM-PP-PSD        | 69.586         | Eleito pelo PSDB.          |
| Arlen Santiago               | Avante        | PTB-PMN                          | 82.130         | Eleito pelo PTB.           |
| Bartô                        | PL            | -                                | 31.991         | Eleito pelo NOVO.          |
| Beatriz Cerqueira            | PT            | PT-PL-PSB                        | 96.824         |                            |
| Betão                        | PT            | PT-PL-PSB                        | 35.455         |                            |
| Bosco                        | Cidadania     | -                                | 42.556         | Eleito pelo Avante.        |
| Braulio Braz                 | PTB           | PTB-PMN                          | 51.656         |                            |
| Bruno Engler                 | PL            | -                                | 120.252        | Eleito pelo PSL.           |
| Carlos Henrique Alves        | Republicanos  | PDT-PSB-Republicanos-PV-MDB-PODE | 79.088         |                            |
| Carlos Pimenta               | PDT           | PDT-PSB-Republicanos-PV-MDB-PODE | 43.492         |                            |
| Cássio Soares                | PSD           | PSDB-Cidadania-DEM-PP-PSD        | 113.003        |                            |
| Celinho do Sinttrocel        | PCdoB         | -                                | 35.840         |                            |
| Celise Laviola               | Cidadania     | PDT-PSB-Republicanos-PV-MDB-PODE | 57.362         | Eleita pelo MDB.           |
| Charles Santos               | Republicanos  | PDT-PSB-Republicanos-PV-MDB-PODE | 67.913         |                            |
| Cleitinho Azevedo            | Cidadania     | PSDB-Cidadania-DEM-PP-PSD        | 115.491        |                            |
| Coronel Henrique             | PL            | -                                | 27.867         | Eleito pelo PSL.           |
| Coronel Sandro               | PL            | -                                | 48.533         | Eleito pelo PSL.           |
| Cristiano Silveira           | PT            | PT-PL-PSB                        | 79.079         |                            |
| Dalmo Ribeiro Silva          | PSDB          | PSDB-Cidadania-DEM-PP-PSD        | 69.342         |                            |
| Delegada Sheila              | PL            | -                                | 80.038         | Eleita pelo PSL.           |
| Delegado Heli Grilo          | UNIÃO         | -                                | 75.920         | Eleito pelo PSL.           |
| Doorgal Andrada              | Patriota      | Patriota-PTC-PMB                 | 57.942         |                            |
| Douglas Melo                 | PSD           | PDT-PSB-Republicanos-PV-MDB-PODE | 49.027         | Eleito pelo MDB.           |
| Dr. Jean Freire              | PT            | PT-PL-PSB                        | 82.867         |                            |
| Dr. Paulo                    | Patriota      | Patriota-PTC-PMB                 | 48.927         |                            |
| Dr. Wilson Batista           | PSD           | PSDB-Cidadania-DEM-PP-PSD        | 62.052         |                            |
| Duarte Bechir                | PSD           | PSDB-Cidadania-DEM-PP-PSD        | 56.745         |                            |
| Elismar Prado                | PROS          | -                                | 53.842         |                            |
| Fábio Avelar                 | Avante        | -                                | 83.718         |                            |
| Fernando Pacheco             | PV            | -                                | 25.091         | Eleito pelo PHS.           |
| Gil Pereira                  | PSD           | PSDB-Cidadania-DEM-PP-PSD        | 52.088         | Eleito pelo PP.            |
| Glaycon Franco               | PV            | PDT-PSB-Republicanos-PV-MDB-PODE | 60.373         |                            |
| Guilherme da Cunha           | NOVO          | -                                | 24.792         |                            |
| Gustavo Mitre                | PSB           | -                                | 21.373         | Eleito pelo PSC.           |
| Gustavo Santana              | PL            | PT-PL-PSB                        | 36.573         |                            |
| Gustavo Valadares            | PMN           | PSDB-Cidadania-DEM-PP-PSD        | 60.687         | Eleito pelo PSDB.          |
| Hely Tarqüínio               | PV            | PDT-PSB-Republicanos-PV-MDB-PODE | 64.913         |                            |
| Inácio Franco                | PV            | PDT-PSB-Republicanos-PV-MDB-PODE | 42.819         |                            |
| Ione Pinheiro                | UNIÃO         | PSDB-Cidadania-DEM-PP-PSD        | 55.634         | Eleita pelo DEM.           |
| João Leite                   | PSDB          | PSDB-Cidadania-DEM-PP-PSD        | 56.297         |                            |
| João Magalhães               | MDB           | PDT-PSB-Republicanos-PV-MDB-PODE | 67.817         |                            |
| João Vitor Xavier            | Cidadania     | PSDB-Cidadania-DEM-PP-PSD        | 75.256         | Eleito pelo PSDB.          |
| Laura Serrano                | NOVO          | -                                | 33.813         |                            |
| Leandro Genaro               | PSD           | PSDB-Cidadania-DEM-PP-PSD        | 98.717         |                            |
| Leninha                      | PT            | PT-PL-PSB                        | 51.407         |                            |
| Léo Portela                  | PL            | PT-PL-PSB                        | 93.869         |                            |
| Leonídio Bouças              | PSDB          | PDT-PSB-Republicanos-PV-MDB-PODE | 52.593         | Eleito pelo MDB.           |
| Mário Henrique Caixa         | PV            | PDT-PSB-Republicanos-PV-MDB-PODE | 76.527         |                            |
| Marquinho Lemos              | PT            | PT-PL-PSB                        | 41.852         |                            |
| Mauro Tramonte               | Republicanos  | PDT-PSB-Republicanos-PV-MDB-PODE | 516.390        |                            |
| Neilando Pimenta             | PSB           | PDT-PSB-Republicanos-PV-MDB-PODE | 60.630         | Eleito pelo PODE.          |
| Noraldino Junior             | PSC           | -                                | 114.807        |                            |
| Osvaldo Lopes                | PSD           | -                                | 31.161         | Eleito pelo PHS.           |
| Professor Cleiton            | PV            | -                                | 31.347         | Eleito pelo DC.            |
| Professor Irineu             | Patriota      | -                                | 21.845         | Eleito pelo PSL.           |
| Professor Wendel Mesquita    | Solidariedade | -                                | 31.722         |                            |
| Rafael Martins               | PSD           | PRTB-REDE                        | 27.503         | Eleito pelo PRTB.          |
| Raul Belém                   | Cidadania     | -                                | 31.788         | Eleito pelo PSC.           |
| Roberto Andrade              | Avante        | PDT-PSB-Republicanos-PV-MDB-PODE | 41.903         | Eleito pelo PSB.           |
| Rosângela Reis               | PODE          | PDT-PSB-Republicanos-PV-MDB-PODE | 70.040         |                            |
| Sargento Rodrigues           | PL            | PTB-PMN                          | 123.648        | Eleito pelo PTB.           |
| Sávio Souza Cruz             | MDB           | PDT-PSB-Republicanos-PV-MDB-PODE | 74.822         |                            |
| Tadeu Martins Leite          | MDB           | PDT-PSB-Republicanos-PV-MDB-PODE | 72.267         |                            |
| Thiago Cota                  | PDT           | PDT-PSB-Republicanos-PV-MDB-PODE | 55.868         | Eleito pelo MDB.           |
| Tito Torres                  | PSD           | PSDB-Cidadania-DEM-PP-PSD        | 78.862         | Eleito pelo PSDB           |
| Ulysses Gomes                | PT            | PT-PL-PSB                        | 63.776         |                            |
| Virgílio Guimarães           | PT            | PT-PL-PSB                        | 91.204         |                            |
| Zé Guilherme                 | PP            | PRP-PPL                          | 19.341         | Eleito pelo PRP.           |
| Zé Reis                      | PODE          | -                                | 45.746         | Eleito pelo PHS.           |

### Suplentes empossados
| Nome            | Partido | Coligação                 | Votos nominais | Notas                                                                    |
| --------------- | ------- | ------------------------- | -------------- | ------------------------------------------------------------------------ |
| Arnaldo Silva   | UNIÃO   | PSDB-Cidadania-DEM-PP-PSD | 47.711         | Nomeado em decorrência do falecimento do titular Luiz Humberto Carneiro. |
| Bernardo Mucida | PSB     | PT-PL-PSB                 | 34.797         | Nomeado em decorrência da renúncia da titular Marília Campos.            |

### Renúncia
| Nome           | Partido | Coligação | Votos nominais | Notas                                               |
| -------------- | ------- | --------- | -------------- | --------------------------------------------------- |
| Marília Campos | PT      | PT-PL-PSB | 71.329         | Renunciou por ter sido eleita Prefeita de Contagem. |

### Falecimento
| Nome                   | Partido | Coligação                 | Votos nominais | Notas                                       |
| ---------------------- | ------- | ------------------------- | -------------- | ------------------------------------------- |
| Luiz Humberto Carneiro | PSDB    | PSDB-Cidadania-DEM-PP-PSD | 50.341         | Faleceu em 2021 em decorrência da COVID-19. |